# Chico Mattoso
Pour les articles homonymes, voir Mattoso.
Chico Mattoso, né à Paris (France) le 2 août 1978, est un écrivain, traducteur et  scénariste brésilien.

## Biographie
Chico Mattoso naît en France, mais a toujours vécu à São Paulo. Il est licencié en lettres de l'université de cette ville.
Mattoso est rédacteur en chef, entre 2002 et 2005, de la revue littéraire Ácaro. Il écrit Cabras (Goats, 1999), en partenariat avec Antonio Prata, Paulo Werneck (pt) et José Vicente da Veiga, et Parati para Mim (2003), avec João Paulo Cuenca (pt) et Santiago Nazarian (pt). 
En 2007, il sort son premier roman, Longe de Ramiro (Editora 34), finaliste du prix Jabuti. Puis Nunca vai embora (Companhia das Letras) en 2011. 
En 2012, il est sélectionné comme étant l'un des « meilleurs jeunes écrivains brésiliens » par le magazine britannique Granta.
Il écrit le scénario du segment « A Musa » du film à sketches Rio, Eu Te Amo (Rio, I Love You), sorti en 2014.

## Filmographie

### Au cinéma
- 2014 : Rio, Eu Te Amo (Rio, I Love You), segment « A Musa »

### À la télévision
- 2005 : Bang Bang (série télévisée)